# واشنطن بوغارت كوبر
واشنطن بوغارت كوبر (بالإنجليزية: Washington Bogart Cooper)‏ هو رسام أمريكي، ولد في 18 سبتمبر 1802 في جونزبورو في الولايات المتحدة، وتوفي في 30 مارس 1888 في ناشفيل في الولايات المتحدة بسبب ذات الرئة.